# Жеба
Жеба (в верховье — Канданга и Каянга) — река в Западной Африке.
Длина реки около 544 км. На протяжении примерно 149 км от устья является доступной для судов тоннажем до 2000 тонн.
Берёт своё начало на северо-западной окраине Гвинеи, далее протекает на юге Сенегала, после чего пересекает территорию Гвинеи-Бисау с северо-востока на юго-запад и впадает в Атлантический океан, образуя эстуарий напротив островов Бижагош, сформировавшихся при затоплении древней дельты реки Жеба.